# Губаренко, Ирина Витальевна
Ирина Витальевна Губаренко (укр. Губаренко Ірина Віталіївна, 30 июня 1959, Харьков — 10 октября 2004, Харьков) — украинский композитор, театральный деятель, поэтесса.

## Биография
Родилась 30 июня 1959 года в Харькове, в известной театрально-музыкальной семье Черкашиных-Губаренко. Большое влияние на её воспитание оказали дед — режиссёр, актёр—«березилец» и театральный педагог Роман Черкашин и бабушка, актриса Юлия Фомина. Выбор музыкальной профессии был обусловлен примером родителей, композитора Виталия Губаренко и музыковеда Марины Черкашиной-Губаренко.
После окончания в 1979 году Харьковской специализированной музыкальной школы поступила в Харьковский институт искусств имени И. Котляревского на композиторское отделение, в класс профессора В. М. Золотухина.
Окончив институт в 1984 году, пришла работать в Харьковский театр для детей и юношества заведующей музыкальной части, где создавала музыку к спектаклям в течение двадцати лет. За годы работы в театре ей было озвучено более 20 театральных постановок.
В 1987 году вместе с молодыми актёрами ТЮЗа, с участием Романа Черкашина создала студийный коллектив «Бедный театр». За годы его существования поставила как режиссёр композицию по «Ромео и Джульетте» Шекспира, спектакли «Белые розы, розовые слоны» по пьесе У. Гибсона, «Кроткая» по повести Ф. Достоевского, «Во имя твое» (украинская мистерия) — собственную инсценировку повести В. Пидмогильного «Остап Шаптала», а также несколько поэтических программ. Работы «Бедного театра» были показаны в Харькове и в Киеве.
Кроме театральной музыки Губаренко написала несколько десятков романсов и песен на собственные тексты. Её перу принадлежат симфоническая поэма «Ахтамар», ряд камерных музыкальных произведений — фортепианные прелюдии, вокальные циклы, соната для гобоя, рок-опера «Солярис».
С юношеского возраста писала стихи и прозу, посмертно опубликованы в сборнике «Поэтические медитации» (Киев, 2005), а также в журнале «Соты», 2005, № 11.
Последние годы жизни активно занималась театральной критикой, печаталась в газете «Зеркало недели» (в том числе под псевдонимом Ирина Арнаутова), журнале «Театр-кино».
Работала над кандидатской диссертацией на тему «Режиссёрские концепции XX века в свете аналитической психологии», как соискатель кафедры теории и истории культуры Национальной музыкальной академии Украины.
Умерла 10 октября 2004 года. Похоронена в Киеве на Байковом кладбище рядом с отцом.

## Избранные произведения
- Сонатина для гобоя и фортепиано (1979);
- Три фортепианные прелюдии (1982)
- Рок-опера «Солярис» (1981);
- Симфоническая поэма «Ахтамар» (1984);
- Камерная опера «Медведь» по рассказу А. Чехова (1989),
- Вокальный диптих на стихи Ивана Драча (1981),
- Монолог Кассандры для меццо-сопрано и фортепиано на стихи Леси Украинки (1985)
- Вокальный цикл на стихи Л. Киселева «Заспівайте, сестро» (1987);
- Три песни на стихи Л. Киселева для тенора с фортепиано (1988).